# Chevrolet Prisma
Chevrolet Prisma – samochód osobowy klasy subkompaktowej produkowany pod amerykańską marką Chevrolet w latach 2006–2024.

## Pierwsza generacja

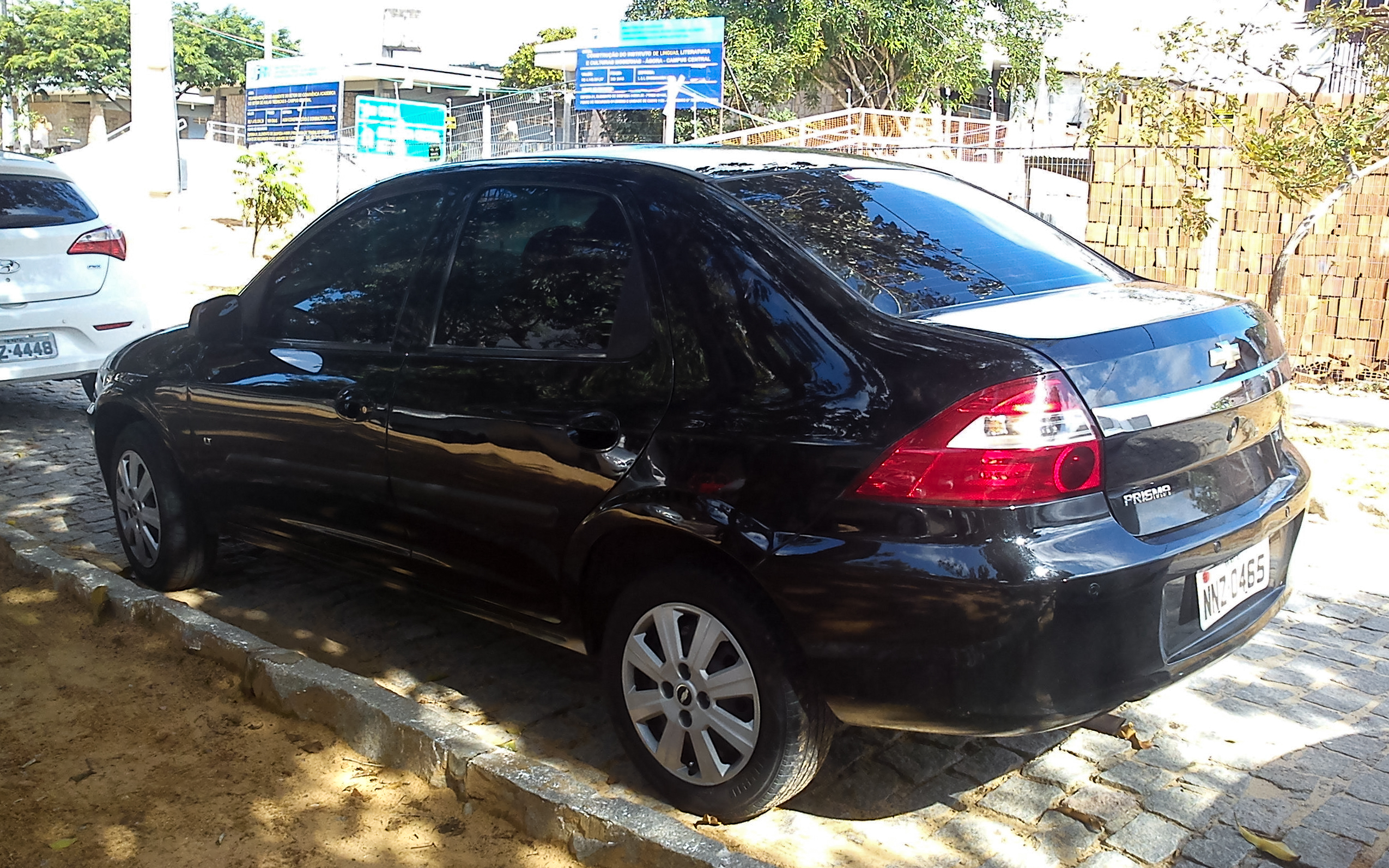
Chevrolet Prisma - tył

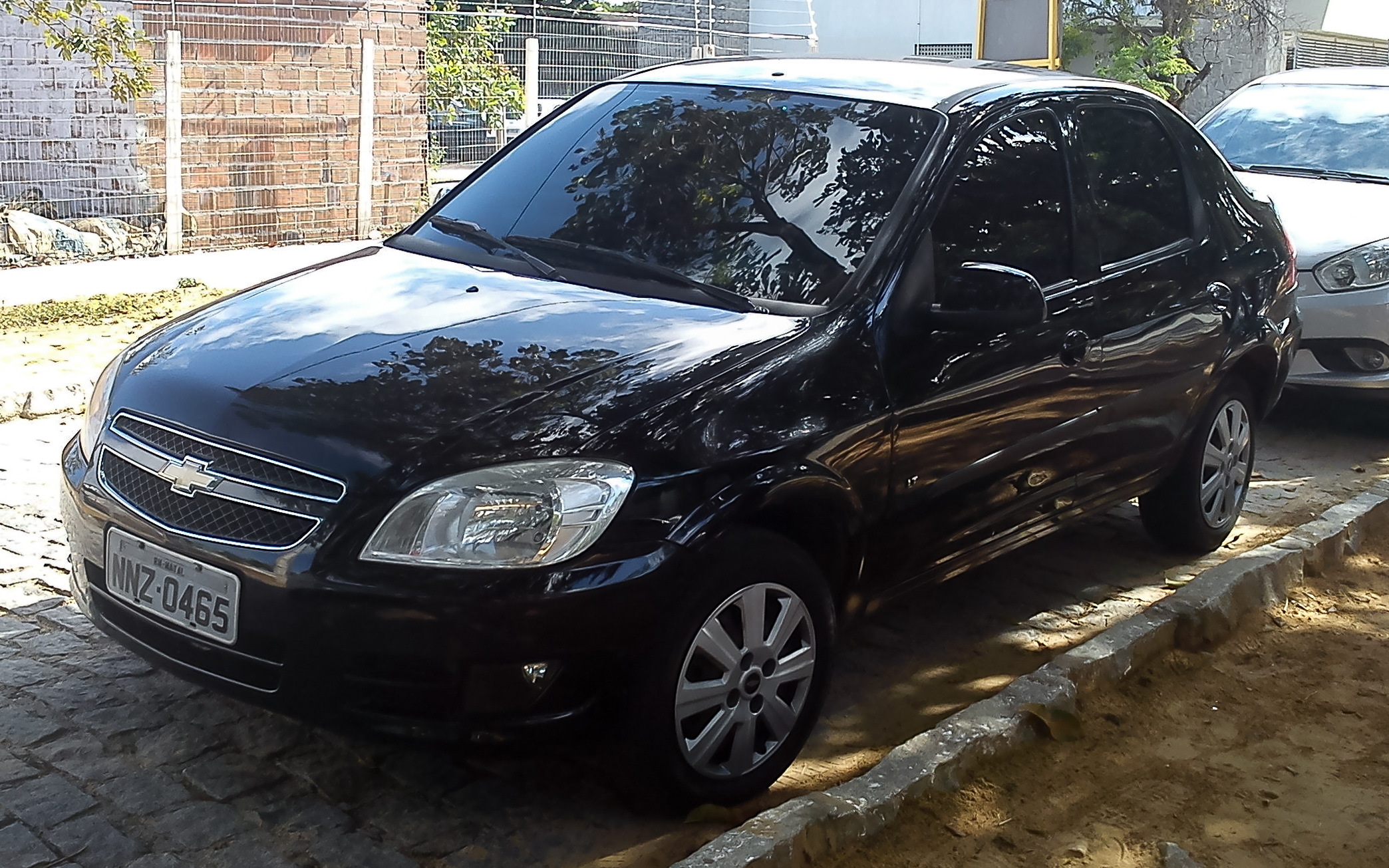
Chevrolet Prisma po liftingu

Chevrolet Prisma I został zaprezentowany po raz pierwszy w 2006 roku.
Wraz z gruntowną restylizacją hatchbacka Celta, brazylijski oddział producenta zdecydował się poszerzyć swoją lokalną ofertę o zbudowanego na niego bazie 4-drzwiowego sedana, opierając się zatem tym samym na platformie moelu Corsa Classic. 
Pierwsza generacja Prismy wyróżniała się obłą sylwetką, rozłożystymi lampami tylnymi w kształcie zaokrąglonego trójkąta i dużymi, zaokrąglonymi reflektorami. 

### Lifting
Razem z hatchbackiem Celta, Chevrolet Prisma pierwszej generacji przeszedł drobną restylizację nadwozia w 2011 roku. Pojawiła się kolorowa poprzeczka w atrapie chłodnicy z większym, pozbawionym okręgu logo, a także nowe koło kierownicy i bogatsze wyposażenie standardowe.

### Silniki
- R4 1.0l VHC 59 KM
- R4 1.0l VHC-E 70 KM
- R4 1.4l EconoFlex 85 KM
- R4 1.0l Flexpower 70 KM
- R4 1.0l Flexpower 78 KM

## Druga generacja

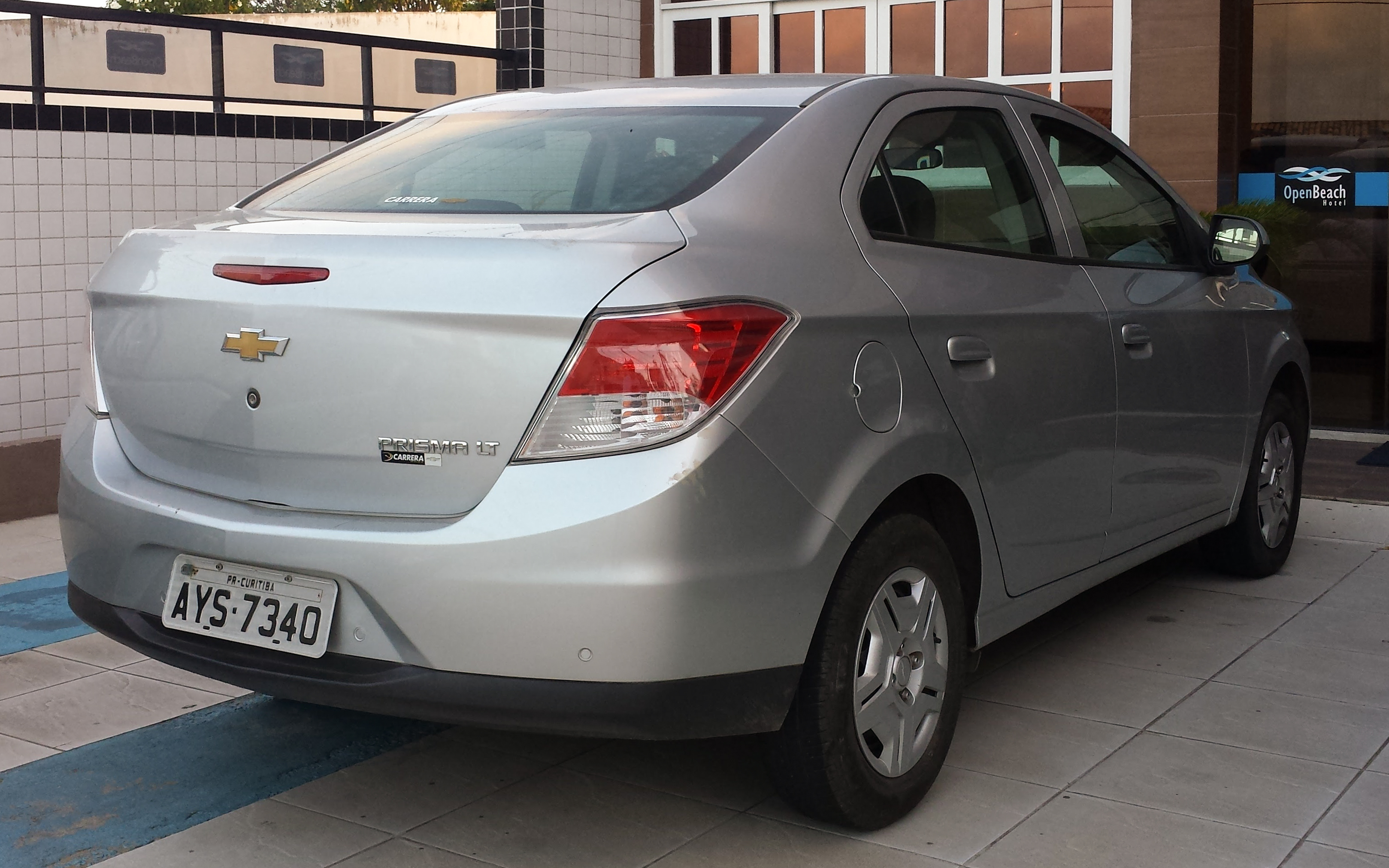
Chevrolet Prisma II - tył

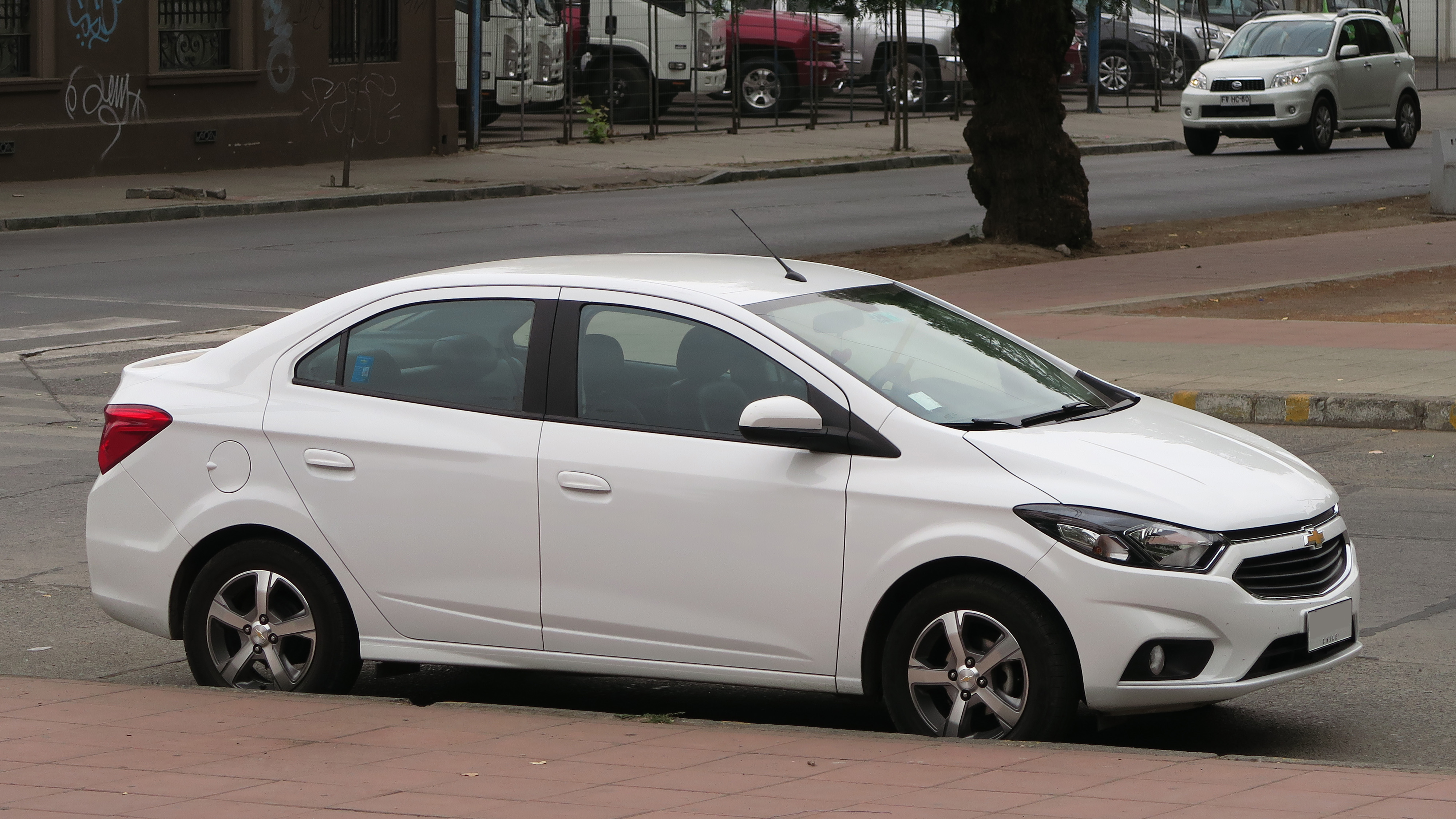
Chevrolet Prisma II po liftingu

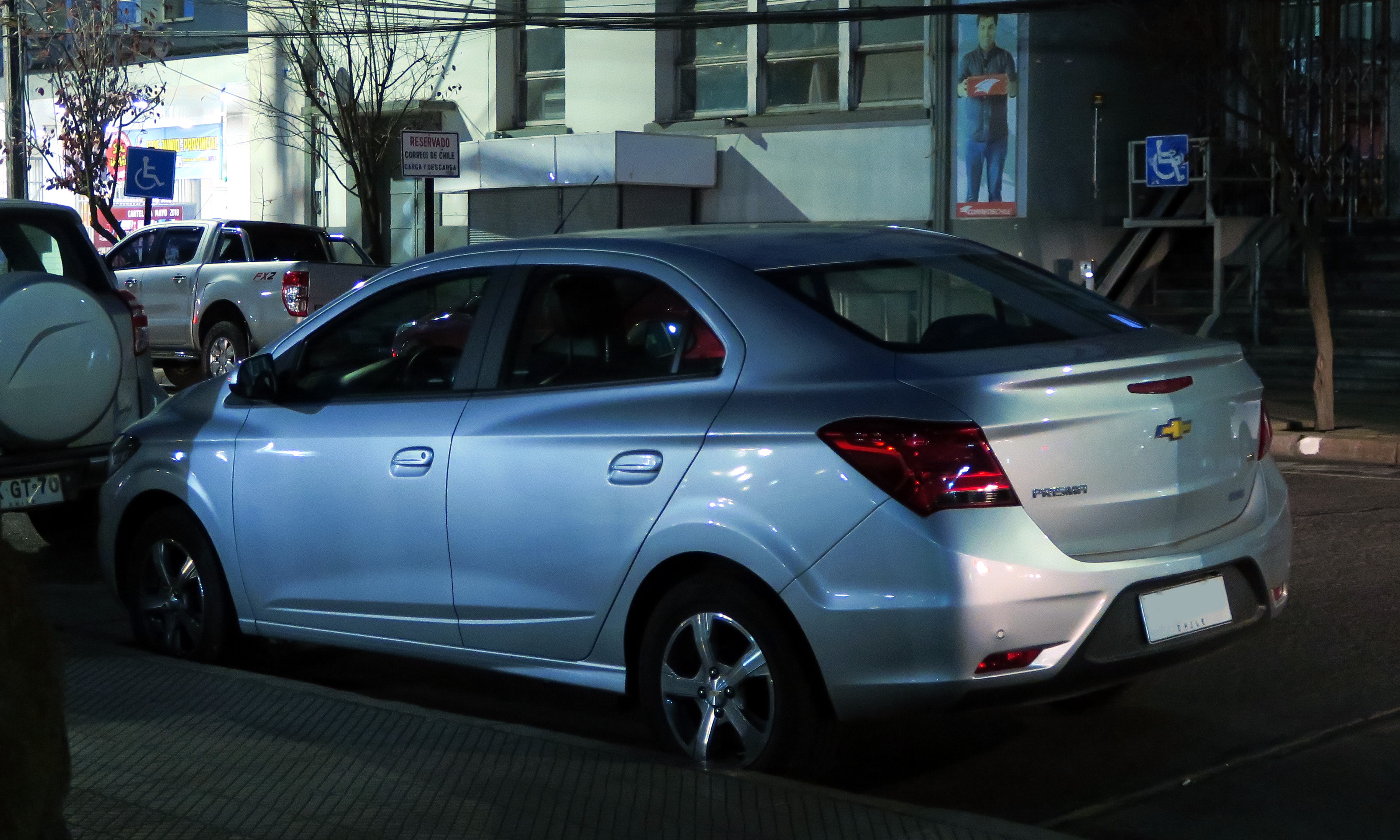
Chevrolet Prisma II - tył po liftingu

Chevrolet Prisma II został zaprezentowany po raz pierwszy w 2013 roku.
Druga generacja Prismy, podobnie jak poprzednik, przyjęła postać odmiany sedan pochodnej od taniego hatchbacka, który tym razem przyjął nazwę Onix. Samochód zyskał tym razem bardziej agresywną sylwetkę, z ostrzej zarysowanymi reflektorami i lampami tylnymi, a także wyraźnie większym wlotem powietrza z przodu.
Dzięki oparciu o nową platformę Gamma II koncernu General Motors, Prisma drugiej generacji stała się przestronniejsza i lepiej wykonana od poprzednika. Samochód otrzymał przedział bagażowy oferujący przewiezienie do 500 litrów bagażu.

### Lifting
Razem z hatchbackiem Onix, w lipcu 2016 roku brazylijski oddział Chevroleta przedstawił gruntownie zmodernizowaną Prismę. Samochód zyskał inaczej ukształtowany pas przedni, z nowym kształtem reflektorów, a także odświeżonym wzorem atrapy chłodnicy i zderzaków. Przemodelowano lampy tylne, a także wprowadzono zmiany w wyposażeniu standardowym, montując m.in. ekran dotykowy z nową wersją systemu MyLink.
Po rynkowym debiucie nowej generacji modelu Onix i opartej na jego bazie odmiany sedan, która tym razem nie otrzymała już nazwy Prisma, lecz Onix Plus, dotychczas produkowany tani sedan Chevroleta pozostał w ofercie, zmieniając nazwę na Chevrolet Joy Plus i pozostając w produkcji do 2024 roku.

### Silniki
- R4 1.0l SPE4
- R4 1.4l SPE4